# 金鐘駅
金鐘駅（きんしょうえき）は香港香港島中西区金鐘にある、香港鉄路（香港MTR）の駅である。
荃湾線・港島線・東鉄線・南港島線の4路線が乗り入れる。

## 歴史
- 1980年2月12日 - 荃湾線開業と共に開業。
- 1985年5月31日 - 港島線が開業し当駅に接続。
- 2004年1月5日 - 荃湾線中環行きの電車で、当駅に到着する直前に車内で放火される事件が発生。詳細は2004年香港鉄路車内放火事件（中国語版）を参照。
- 2014年9月28日 - 2014年香港反政府デモ（雨傘革命）発生により、当駅封鎖。
- 2016年12月28日 - 南港島線が開業し当駅に接続[1]。
- 2022年5月15日 - 東鉄線が延長し当駅に接続。

## 駅構造

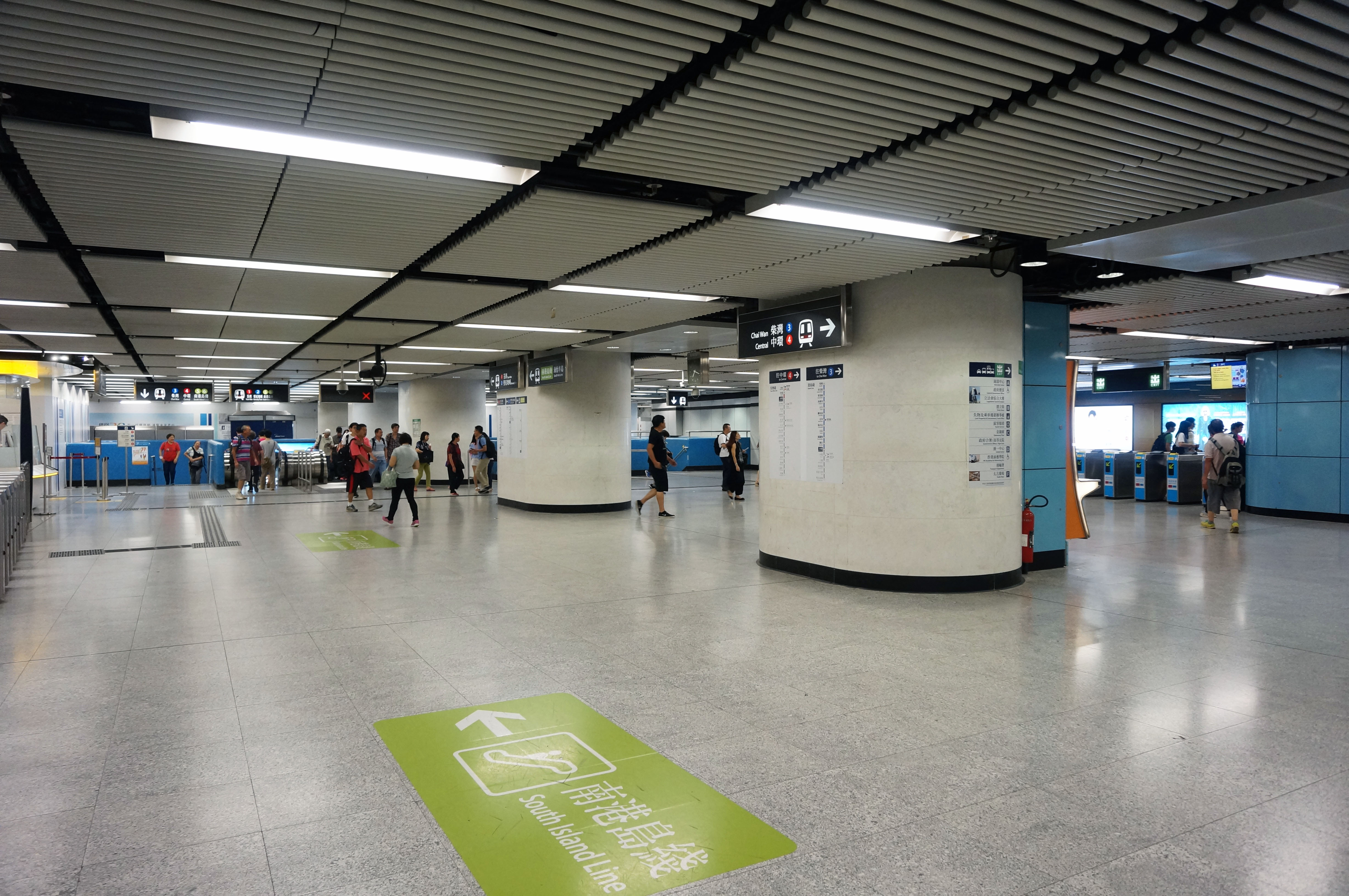
改札階コンコース

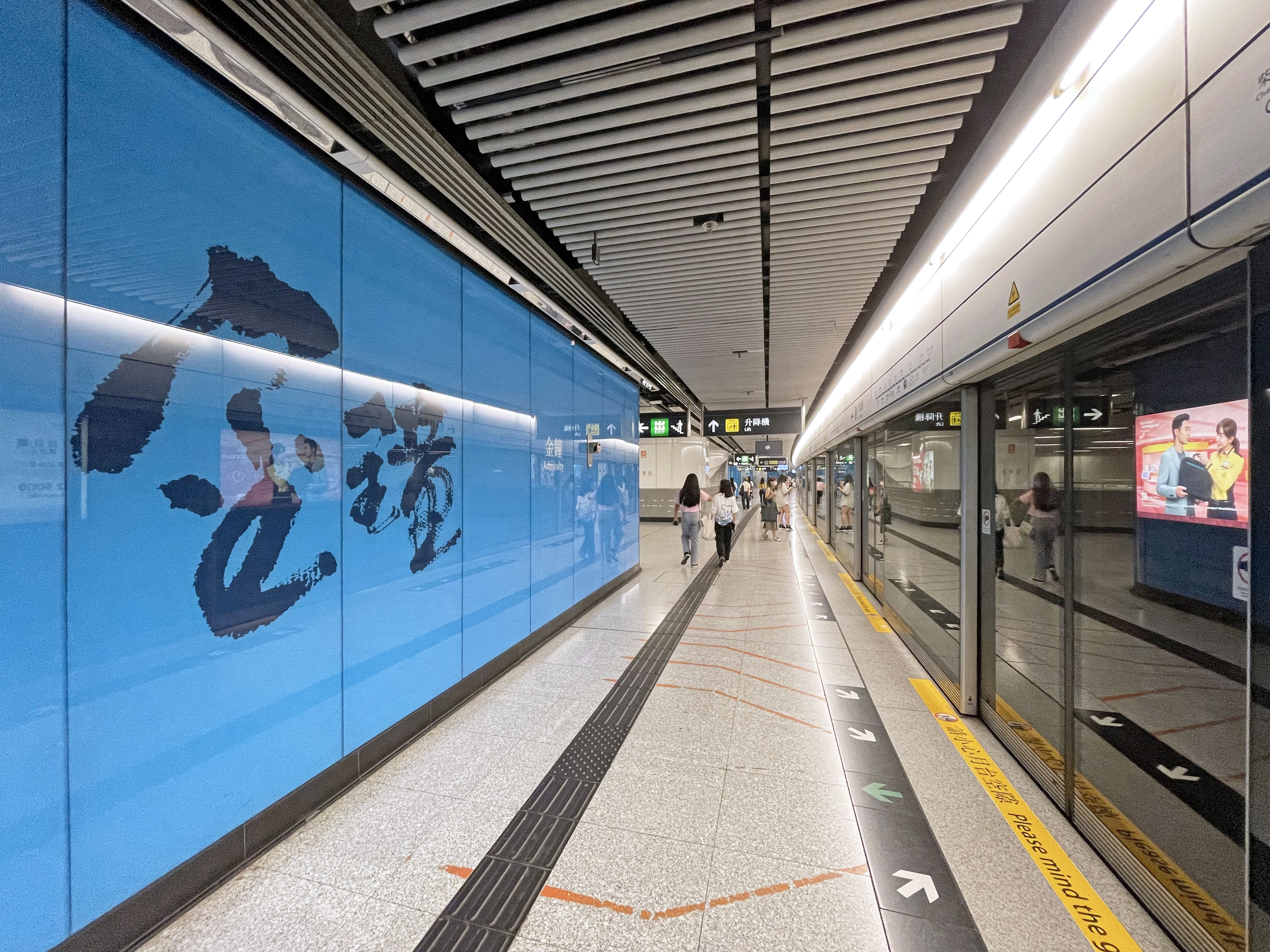
港島線3番線ホーム

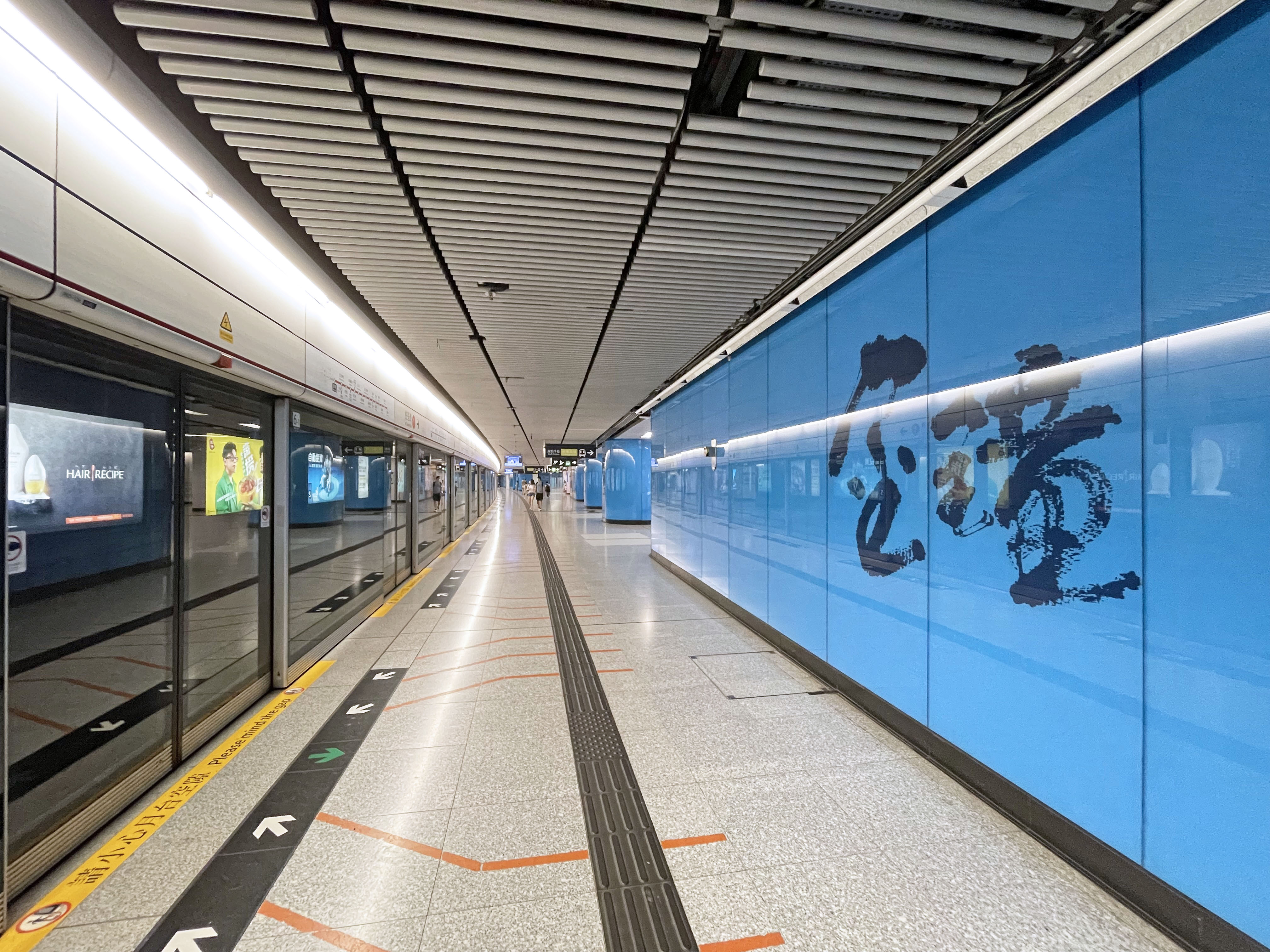
荃湾線1番線ホーム

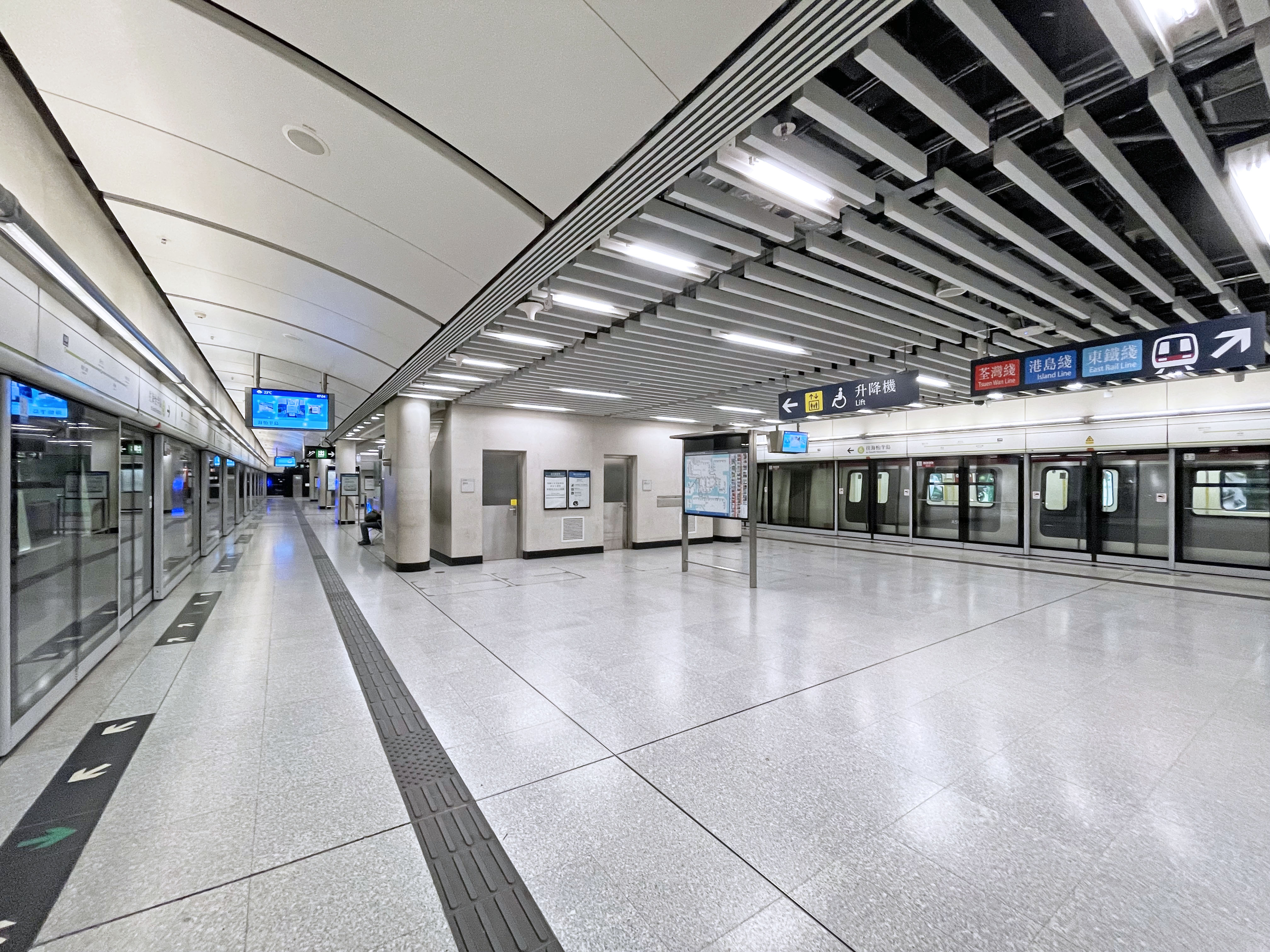
南港島線5•6番線ホーム

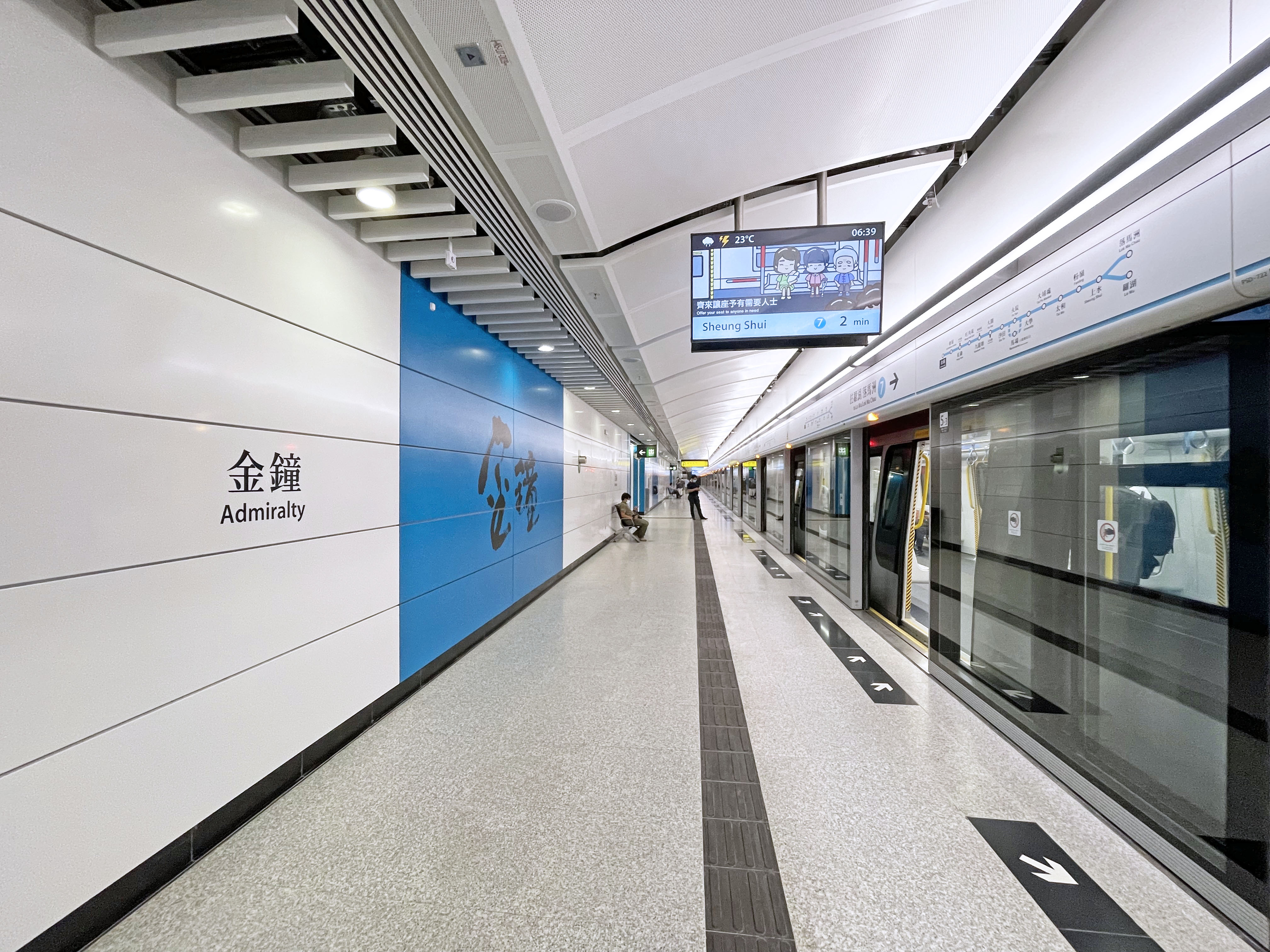
東鉄線7番線ホーム

地下駅。地下2階と地下3階と地下5階と地下6階に島式ホーム1面2線がそれぞれ設置されている。全ホームにホームドア完備。

駅の最深部は地下43mあり、香港では香港大学駅（地下70m）と西営盤駅（地下50m）に次いで3番目に深い。

### 駅階層
| U1                          | 歩道橋                          |                              |
| G 地面                      | -                               | 出口、公共運輸交匯処         |
| L1 コンコース階             | コンコース                      | 旅客案内所、駅売店、恒生銀行 |
| L1 コンコース階             | コンコース                      | 自動販売機、自動照相機、ATM  |
| L1 コンコース階             | コンコース                      | 会員ポイント参照機、港鉄旅遊 |
| L1 コンコース階             | コンコース                      | 遺失物・学生割引取扱         |
| L2 荃湾線と港島線上層ホーム | ❹番線                           | ←■荃湾線中環方面             |
| L2 荃湾線と港島線上層ホーム | 島式ホーム、左側のドアが開く    |                              |
| L2 荃湾線と港島線上層ホーム | ❸番線                           | →■港島線柴湾方面→            |
| L3 荃湾線と港島線下層ホーム | ❶番線                           | →■荃湾線荃湾方面→            |
| L3 荃湾線と港島線下層ホーム | 島式ホーム、右側のドアが開く    |                              |
| L3 荃湾線と港島線下層ホーム | ➋番線                           | ←■港島線堅尼地城方面         |
| L4 乗り換え通路             | -                               | 各ホームを接続する通路       |
| L5 東鉄線ホーム             | ❼番線                           | →■東鉄線羅湖／落馬洲方面→    |
| L5 東鉄線ホーム             | 島式ホーム、右側のドアが開く    |                              |
| L5 東鉄線ホーム             | ❽番線                           | ←■東鉄線当駅止まり           |
| L6 南港島線ホーム           | ❻番線                           | ←■南港島線海怡半島方面       |
| L6 南港島線ホーム           | 島式ホーム、左/右側のドアが開く |                              |
| L6 南港島線ホーム           | ❺番線                           | ←■南港島線海怡半島方面       |

### 出口
- A - 海富中心（中国語版、広東語版）
  - 海富中心、夏慤道（中国語版、広東語版）、專線小巴站、香港特別行政区政府総部（中国語版、広東語版）、添馬公園、香港美食車本部（中国語版、広東語版）、香港大学専業進修学院（中国語版）、中環海浜活動空間（中国語版、広東語版）
- B - 徳立街
  - 徳立街、香港大会堂、バンク・オブ・アメリカ・タワー（中国語版、中国語版）、中国銀行タワー、リッポーセンター、巴士総站（中国語版）、花旗銀行大廈、紅棉路（中国語版、広東語版）、東昌大廈（中国語版）、ファー・イースト・フィナンシャル・センター、力宝中心、和記大廈（中国語版）、山頂纜車、金鐘（添馬街）巴士総站（中国語版）
- C - 金鐘廊（中国語版）
  - C1 - 英国駐香港総領事館（中国語版、広東語版）、香港視覚芸術中心（中国語版、広東語版）、金鐘道政府合署（中国語版、広東語版）、宝馬会薬物資訊天地（中国語版、広東語版）、ブリティッシュ・カウンシル、香港公園、高等法院、金鐘廊（中国語版）、金鐘道、アジア協会香港中心（中国語版）、茶具文物館
    - 設有失明人士引導徑往返地面

  - C2 - タクシー乗り場
    - 設有失明人士引導徑往返地面
- D - 統一中心（中国語版）
  - 香港芸術中心（中国語版）、夏愨大廈（中国語版、広東語版）、香港警察総部（中国語版、広東語版）、香港社会服務総会（中国語版）、運輸署（中国語版、広東語版）、浦発銀行大廈（中国語版）、巴士総站（中国語版）、香港小童群益会（中国語版、広東語版）、温莎公爵社会服務大廈、香港総商会（中国語版）、香港聾人福利促進会、香港社会服務聯会、統一中心、中国恒大中心（中国語版、広東語版）
- E - 楽礼街（中国語版）
  - E1 - 中信大廈（中国語版、広東語版）、楽礼街、添馬艦
    - 設有輪椅輔助車服務往返地面

  - E2 - 告士打道（中国語版、広東語版）、夏慤大廈、夏慤道、香港演藝學院、香港芸術中心（中国語版）、香港紅十字会、美国万通大廈、警察総部
- F - 太古広場（中国語版、広東語版）
  - 金鐘停車場、中港大廈、太古広場、循道衛理香港堂、コンラッド・ホテル、アイランド・シャングリ・ラ 香港、香港JW万豪酒店（中国語版）、奕居（中国語版）、循道衛理香港堂（中国語版）、嘉諾撒聖方済各書院（中国語版）、先施保険大廈、大生商業大廈、衛蘭軒（中国語版）

## 駅周辺
- アイランド シャングリ・ラ 香港
- JWマリオット・ホテル香港
- 香港特別行政区政総部

## 接続交通一覧
鉄道
- 香港トラム（金鐘駅）
- 山頂纜車：
  - 山頂纜車花園道纜車站

バス
- 新世界第一バス：
  - 720A - 金鐘（海富中心（中国語版、広東語版）） ↔ 嘉亨湾（中国語版、広東語版）（特快）（循環線）
  - 其他路線：2、15、23、23B、25、26、66、720、720P
- 城巴：
  - 12A - 金鐘（添馬街） ↔ 麥當労道（中国語版、広東語版）（循環線）
  - 12M - 金鐘（添馬街） ↔ 柏道（中国語版、広東語版）（循環線）
  - 37A／37B／37X - 置富花園（中国語版、広東語版） ↔ 金鐘／中環（循環線）
  - 90B - 海怡半島 ↔ 金鐘站（東）
  - 629 - 中環天星埠頭 → 海洋公園
  - 789 - 金鐘（樂禮街）↔ 小西灣（藍湾半島）
  - その他路線：1、5B、6、6X、10、11、40、40M、70、75、90、90B、97、260、780、A11、E11
- トンネルバス：
  - 601 - 金鐘（東）↔ 寶達（中国語版、広東語版）
  - 680 - 金鐘（東）↔ 利安（中国語版、広東語版）
  - 967 - 金鐘（西）↔ 天恩邨（中国語版、広東語版）
  - その他路線：101、103、104、109、111、113、115、182、307、601、603、619、680、681、690、692、905、914、930、930X、960、961、962、962B、962X、968、969

小型バス
- 港島小型バス：
  - 10 - 美景台 ↔ 銅鑼湾（謝斐道）（八達通轉乗優恵）
  - 24A - 金鐘駅 ↔ 肇輝台（循環線）（八達通轉乗優恵）
  - 24M - 金鐘駅 ↔ 畢拉山（八達通轉乘優惠）
  - 31 - 田湾 ↔ 銅鑼湾（謝斐道）（八達通轉乗優恵）
  - その他路線：56

タクシー
- 市区タクシー乗り場

## 隣の駅
香港鉄路
■荃湾線
中環駅 - 金鐘駅 - 尖沙咀駅
■港島線
中環駅 - 金鐘駅 - 湾仔駅

■東鉄線
金鐘駅 - 会展駅
■南港島線
金鐘駅 - 海洋公園駅